# Kostel svatého Petra a Pavla (Slapy)
Kostel sv. Petra a Pavla se nachází v obci Slapy v okrese Praha-západ a je chráněn jako kulturní památka České republiky.Barokní stavba kostela z počátku 18. století je centrem areálu obehnaného ohradní zdí se hřbitovem a márnicí.  Výsledná podoba chrámu je dílem architekta Jana Blažeje Santiniho-Aichela.

## Historie
Datace kostela ve Slapech byla původně připisována k roku 1137, kdy měl v této obci postavit šlechtic Mladota baziliku sv. Gotharda. Tato informace se objevila v údajích sepsaných Kanovníkem vyšehradským a poté bylo toto datování přebíráno do dalších spisů. Například v Topografickém spisu Smíchovsko a Zbraslavsko (1899) a také ve třetím svazku Posvátných míst národa českého (1909) od Antonína Podlahy. Ten stavbu charakterizoval již jako barokní a všímal si zejména její cihelné kupole. Podle autorů těchto spisů stála bazilika sv. Gotharda ve Slapech až do roku 1693, kdy místo ní zbudovali v obci zbraslavští cisterciáci nový kostel sv. Petra a Pavla.
Datace se ještě několikrát v závislosti na výzkumech změnila. Dodnes není s jistotou doloženo,  kdy tato stavba vznikla a zda se na její stavbě podíleli i zbraslavští cisterciáci. Genezi stavby se snažili objasnit významní historikové barokní architektury Mojmír Horyna nebo Rostislav Švácha, který v roce 1987 stavbu spojil se jménem Jana Blažeje Santiniho. Lze předpokládat, že kostel byl postaven ve dvou etapách mezi lety 1693 až 1716, kdy původní osmiboká loď byla adaptována a rozšířena podle Santiniho projektu o kněžiště a věž s točitým schodištěm. K jeho zásahu ve Slapech odkazuje stylový rozbor stavby a užití jeho charakteristických motivů. U věže je to například mansardová střecha či soustava říms a rustikovaných lizén na vnějším plášti. Také v interiéru byly provedeny některé dílčí úpravy, například tvarování římsy lemující otvor v patě lucerny, řešení hlavního oltáře, dvou bočních oltářů a další detaily. Tyto motivy v téže době najdeme u Santiniho jiných staveb, u kterých je jisté autorství. Santini byl k úpravě kostela přizván pravděpodobně krátce před rokem 1716, kdy pracoval pro klášter na Zbraslavi. Stavebníkem byl nejspíše opat Wolfgang Lochner, i když k vysvěcení kostela došlo až za jeho nástupce. Svědčí o tom znak zbraslavského opata Tomáše Budecia s datem 1716, který byl namalován na klenbu lodi a odkryt byl až roku 1912 při rekonstrukci kostela. 
Při rekonstrukci v letech 1911–1912, kterou financoval tehdejší majitel slapského panství hrabě Bedřich Westphalen, byly restaurovány nástěnné malby, opraveny vchodové dveře, fasáda kostela a hřbitovní zeď.
Další větší oprava celého areálu byla provedena v letech 1975–1976. Kostel dostal novou vnější omítku, byl vykopán hluboký odvodňovací příkop po jeho obvodu, byly obnoveny sluneční hodiny na jižní straně kostela. V letech 1988–1989 pak byla položena nová měděná střecha. Volně stojící márnice nedaleko za presbytářem měla být pro svůj dezolátní stav v 70. letech 20. století zbořena. Nakonec však k tomu nedošlo a objekt značné umělecké hodnoty byl odvodněn a opraven.

## Popis

### Exteriér
Areál kostela, který je situovaný na vyvýšeném, výrazně členitém terénu sestává z centrálního osmibokého kostela, z osmiboké márnice umístěné na východní straně v ose presbytáře, ze hřbitova rozkládajícího se po severní straně kostela a z ohradní zdi s pilířovou bránou situovanou v západní části areálu. Další přístup ke kostelu je veden od východu, brankou při márnici. Celý areál leží na návrší, jehož jižní část oproti okolnímu terénu tvoří výrazně převýšenou terasu podepřenou opěrnou zdí. Poblíž západní vstupní brány, při vnější straně ohradní zdi stojí litinový kříž. 
Kostel je umístěn nad hranu terénního zlomu a umocňuje tím své působení. Jádrem kostela je velká loď na půdorysu protaženého osmiúhelníku, na jehož delší ose je navlečena vstupní předsíň s věžovou zvonicí a na východní straně protáhlý polygonální závěr s nízkou čtvercovou sakristií. Věž je  založena na půdorysu pravidelného osmiúhelníku s konkávně vykrojenými stěnami a završena mansardovou střechou. Hlavní loď je zaklenuta kupolí s lucernou. 
Zevně má kostel jednotný architektonický detail. Jako charakteristické prvky se zde jeví rustikované lizény na všech nárožích, plochá kordonová římsa věže, ušlechtile tvarované zhruba trojdílné kládí a obdélná, nahoře segmentem ukončená okna s výškovými formáty. Kládí se skládá ze širokého a plochého vlysu a z výrazněji vystupující okapní římsy. Okenní šambrány vytvářejí u všech čtyř koutů motiv jakýchsi uší. Osmiboká lucerna nad kupolí lodě je členěna podobně, ale zjednodušeněji. Architekt zvolil pro vnější plášť stavby odlišný rytmus okenních otvorů – pomalejší (větší rozestupy) u lodi a rychlejší (menší rozestupy) u věže, u presbytáře střídavý. Stavba tímto dostala na dynamice.

### Interiér
V prostoru zádveří za hlavním vchodem jsou v dolní části stěn druhotně zapuštěny dva náhrobníky s votivními nápisy (z roku 1748 a 1784) a pískovcový kvádr se symboly zednického cechu a datem 1739, který se původně  nacházel na zvonici kostela. Prostor předsíně uzavírá kovaná ozdobná mříž od uměleckého kováře Lubomíra Kotalíka z roku 1999.  Na klenbě předsíně je namalován erb hraběte Theobalda von Westphalen, který  inicioval rekonstrukci kostela v letech 1911–1912.
Okrouhlý sál hlavní lodi je završen monumentální kupolovou klenbou ve svém středu otevřenou zvláštně orámovaným průhledem do prosvětlené lucerny. Stěny prolamují veliká a poměrně nízko posazená okna se skosenými špaletami. První dvojice oken v lodi je zdobena vitrážemi s obrazy Nejsvětějšího Srdce Páně a Srdcem Panny Marie. Členění interiéru je prosté – zevním lizénám odpovídá vnitřní kladí, mající nezvyklý vlys. Tento vlys je proti pravidlům až nad římsou. Vertikály pilastrů se nad kládím mění v ploché klenební pasy směřující k lucerně. Stěny člení slepé arkády. Pata lucerny je utvářena velmi výrazně – skládá se z osmi segmentových prvků a zdobí je graficky vodorovná šrafura. V jednotlivých polích kopule jsou freskové obrazy českých světců a patronů: sv. Václav,  sv. Vít, sv. Prokop, sv. Vojtěch, sv. Jan Nepomucký, sv. Petr,  sv. Pavel. V poli nad triumfálním obloukem je ve zlaceném rámu vložen znak zbraslavského opata Tomáše Budecia s insigniemi TB a AB (Thomas Budecius, abbas Aulae Regiae) a římskými číslicemi udávajícími letopočet 1716. Autorem maleb je Daniel Pittner z Prahy.
Na východní straně se nachází krátký osmiboký presbytář osvětlený  velkými okny. Na západní straně nad předsíní kostela je na dvou kamenných sloupech položeno dřevěné zábradlí kruchty, která je v prvním patře věže. Varhany na kruchtě byly v roce 1786 přeneseny ze zrušeného kostela ve Zbraslavi a v roce 1993 prošly kompletní rekonstrukcí.
Mobiliář pochází z různých časových období. V lodi kostela je umístěno celkem šest oltářů, kazatelna, zpovědnice, cínová křtitelnice, dvě řady kostelních lavic a dvě zvláštní lavice se zvýšeným nástavcem. Hlavní oltář se štukovým baldachýnem, pod nímž  je oválná freska s vyobrazením sv. Bernarda, zakladatele cisterciáckého řádu. Oltářní obraz na plátně představuje sv. Petra, jemuž odevzdává Ježíš klíče a vedle něhož klečí sv. Pavel. Po stranách oltáře jsou sochy obou světců. Na plochách stěn mezi bočními oltáři po obvodu lodi jsou zavěšeny obrazy křížové cesty, pocházející zřejmě z 3. čtvrtiny 19. století.
Ve věži jsou zavěšeny tři zvony. Největší a nejstarší je z roku 1525, ulil jej mistr Bartoloměj.

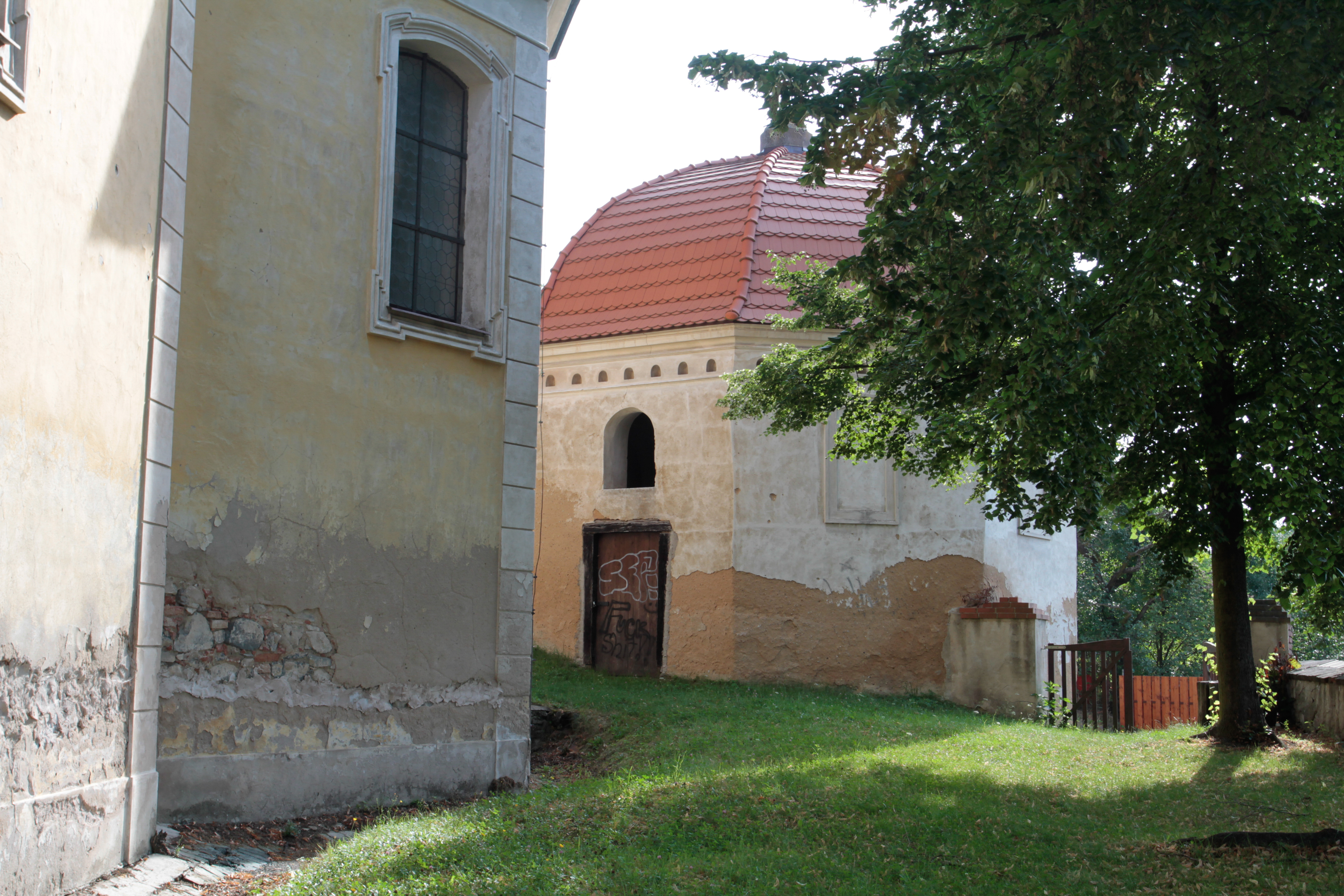
Márnice u kostela sv. Petra a Pavla ve Slapech

### Márnice
Samostatně stojící márnice (umrlčí kaple) je centrální osmiboká stavba s kupolovitou klenbou o výšce 8,2 m. Kaple sloužila k uložení rakve s ostatky zemřelého v krátkém období mezi úmrtím a pohřbem. Stěny kaple jsou členěny mělkými nikami, v některých jsou prolomena okna. Kupole i vnitřní stěny zdobí značně poškozené freskové malby. Ústřední malba v kupoli představuje Poslední soud, vztahují se k ní i motivy očistce na čelní východní stěně. Ve cviklech pod kupolí jsou vyobrazeny lebky s atributy různého společenského postavení a duchovních i světských hodností a důstojenství, které představují připomenutí memento mori.